# پاوو کریشاوویچ
پاوو کریشاوویچ (لهستانی: Paweł Kryszałowicz؛ زادهٔ ۲۳ ژوئن ۱۹۷۴) یک بازیکن فوتبال اهل لهستان است.
او همچنین در تیم ملی فوتبال لهستان بازی کرده‌است.